# Salvador Giner i de San Julián
Salvador Giner i de San Julián (Barcelona, 10 februari 1934 – 19 oktober 2019) was een Catalaans socioloog. Hij was voorzitter van het Institut d'Estudis Catalans.

## Biografie
Salvador Giner heeft gedoctoreerd aan de Universiteit van Chicago en een postgraduaat aan de Universiteit van Keulen. Sedert 1989 was hij hoogleraar sociologie aan de Universiteit van Barcelona.
Van 1965 tot 1989 heeft hij buiten Catalonië academische leeropdrachten in diverse landen volbracht: Universiteit van Cambridge (King's College),  Universiteit van Reading, Universiteit van Lancaster en West-London. Daarna gasteerde hij in Rome, Mexico, Puerto Ric, Costa Rica en Buenas Aires.
In 1979, tijdens de overgangsperiode tussen de dictatuur en de democratie in Spanje heeft hij de Associació Catalana de Sociologia opgericht. Hij is lid van het wetenschappelijke Institut d'Estudis Catalans sedert 1995. 
Hij was en redacteur en adviseur van de Gran Enciclopèdia Catalana en heeft vele publicaties op zijn naam. In 1995 kreeg hij van de Generalitat de Catalunya het Creu de Sant Jordi, een van de hoogste Catalaanse onderscheidingen.

## Onderscheidingen
- 1995: Creu de Sant Jordi
- 2006: Premio Nacional de Sociología y Ciencia Política del Centro de Investigaciones Sociológicas
- Doctor Honoris Causa, Universiteit van València (Venezuela)

## Werken[4]
- 1961 Sociologia
- 1961 La societat de masses
- 1971 L'estructura social de la llibertat
- 1985 Comunió, domini, innovació
- 2000 La societat catalana